# Andrej Nekrasov
Andrej L'vovič Nekrasov (in russo Андрей Львович Некрасов?; Leningrado, 1958) è un regista russo.
Al Festival di Cannes 2007 è stato presentato uno dei suoi lavori più importanti e noti, Rebellion: The Litvinenko Case, in cui sono contenute testimonianze dell'ex spia dell'FSB Alexander Litvinenko e della giornalista Anna Politkovskaya, entrambi assassinati nel 2006 in circostanze poco chiare. Il film sostiene che l'FSB, agenzia che ha sostituito il KGB, avrebbe avuto un ruolo negli attentati di Mosca del 1999, che sarebbero stati pianificati per giustificare agli occhi dell'opinione pubblica la Seconda guerra cecena e favorire l'ascesa al potere di Vladimir Putin.

## Filmografia
- 1987 A Russia of One's Own
- 1988 The Millennium of Incredible Faith
- 1989 Raising the Curtain
- 1990 Pasternak
- 1991 The Prodigal Son
- 1993 Springing Lenin
- 1997 Love is as strong as Death
- 2000 Children's Stories
- 2001 Lubov and Other Nightmares
- 2002 Koenigsberg
- 2004 Disbelief
- 2007 My Friend Sasha: A Very Russian Murder[2]
- 2007 Rebellion: The Litvinenko Case
- 2010 Russian Lessons[3]
- 2012 Farewell, comrades!
- 2015 In Search of Putin's Russia